# Франц Дорманн
Франц Дорманн (нім. Franz Dohrmann; 4 жовтня 1881, Франкфурт-на-Одері — 19 квітня 1969, Мюнхен) — німецький євангелічний богослов, єпископ і капелан, польовий євангелічний єпископ вермахту (еквівалент генерал-майора/контрадмірала).

## Біографія
22 травня 1908 року прийняв духовний сан в Берліні. В 1908/09 році служив в євангелічній церкві в Потсдамі, в 1909/10 роках — помічник священника гвардійської дивізії в Потсдамі. З 19 грудня 1910 року — дивізійний священник в Бромберзі. Учасник Першої світової війни. З 1920 року — окружний військовий священник в Штеттіні. З 1927 року — радник євангелічної консисторії в Померанії. 1 квітня 1934 року призначений євангелічним польовим єпископом вермахту і очолив всіх протестантських священиків ВМФ. Протягом всієї Другої світової війни керував цією службою. 22 квітня 1945 року інтернований союзниками в бенедектинському монастирі в Нідеральтайху. 22 липня 1945 року звільнений. У 1946–51 роках — священник 2-го ректорату церкви Святого Лукаса в Мюнхені. 31 жовтня 1951 року пішов на спочинок.

## Нагороди
- Почесний доктор богослов'я (1925)
- Почесний хрест ветерана війни